# Auf des Schicksals Schneide
Auf des Schicksals Scheide ist ein US-amerikanischer Kriminalfilm aus dem Jahr 1950 von Mark Robson mit Dana Andrews und Farley Granger in den Hauptrollen. Der Film wurde von Samuel Goldwyn Productions produziert und basiert auf dem Roman Edge of Doom von Leo Brady. Er zählt zum Subgenre des Film noir.

## Handlung
In der Hoffnung, ein desillusioniertes Gemeindemitglied zum Verbleib in der Gemeinde zu bewegen, erzählt Pater Thomas Roth die Geschichte des Martin Lynn.
Martin arbeitet als Lieferant für den Blumenhändler Swanson. Um seiner kranken Mutter zu helfen, bittet er um eine Gehaltserhöhung, die Swanson jedoch verweigert. Zu Hause unterhält sich Martin mit seiner Mutter über ihre Hingabe für die Kirche. Seitdem Pater Kirkham seinem Vater, der Selbstmord beging, die Totenmesse verweigerte, verachtet Martin die Kirche. Mit seiner Freundin Julie geht er zum Abendessen aus. Er plant, sie zu heiraten, sobald er genug Geld gespart hat.
Als Martin heimkommt, ist seine Mutter verstorben. Voller Trauer eilt er zur Kirche und bittet Pater Kirkham, das Begräbnis für seine Mutter zu zahlen, da sie viel für die Gemeinde getan hat. Die Gemeinde ist jedoch in Geldnot, darum kann Kirkham ihm nicht helfen. In seiner Wut nimmt Martin ein schweres Kruzifix und erschlägt den Pater. Martin verfällt in Panik, denkt aber daran, seine Fingerabdrücke abzuwischen, bevor er die Flucht ergreift.
Martin kommt zufällig an einem Kino vorbei, das gerade überfallen worden ist. Er macht sich durch sein Verhalten verdächtig und wird festgenommen und verhört. Martin gibt den Tod seiner Mutter als Grund für sein Verhalten an. Um die Wahrheit seiner Aussage zu beweisen, fährt er mit der Polizei nach Hause. Zu seinem Entsetzen ist aber die Leiche seiner Mutter verschwunden. Er sucht seinen Nachbarn Craig auf, in der Hoffnung zu erfahren, wo seine Mutter ist. Er ahnt nicht, dass Craig den Überfall auf das Kino verübt hat.
Im Polizeipräsidium kümmert sich Pater Roth um einen jugendlichen Kriminellen. Er bekommt die Anschuldigungen gegen Martin mit und stellt sich als Beistand zur Verfügung. Er erreicht Martins vorübergehende Freilassung und bringt ihn in sein Pfarramt. Dort bietet er ihm seine weitere Hilfe an, Martin lehnt jedoch ab, da er seinen Glauben verloren habe.
Am nächsten Tag wird Craig, der vor einiger Zeit Kirkham bedroht hat, unter Mordverdacht festgenommen. Martin bittet seinen Chef Swanson um Blumen für das Begräbnis seiner Mutter. Als Bezahlung bietet er an, Überstunden zu leisten. Doch Swanson lehnt ab und kündigt ihm, als dieser wütend wird. Martin versucht, mit dem Bestatter Murray zu verhandeln. Zur gleichen Zeit findet Roth einen Zettel mit Martins Adresse in Kirkhams Notizbuch. Gerade als Martin Julie erklärt, dass er sie, zu ihrem eigenen Besten, nicht mehr sehen kann, sucht Roth den Jungen auf. Er soll in seinem Herzen Kirkham vergeben.
Eine Mrs. Pearson, die zum Zeitpunkt des Mordes einen Mann die Kirche verlassen sah, wird zu einer Gegenüberstellung ins Präsidium gebracht. Martin und Craig sind mit einigen anderen Männern in einer Reihe. Mrs. Pearson identifiziert jedoch Craig als besagten Mann. Craig beteuert seine Unschuld. Zwar habe er das Kino überfallen, mit dem Mord habe er aber nichts zu tun. Überwältigt von Schuldgefühlen sucht Martin Trost bei seiner Mutter im Leichenschauhaus. Dort bricht er zusammen und gesteht Roth den Mord an Kirkham.
Roth beendet seine Erzählung mit der Erklärung, dass Martins Gewissen seine Angst besiegt habe. Dadurch habe Roth ein neues Verständnis über Vertrauen gewonnen.

## Produktion
Die Dreharbeiten begannen Mitte November 1949 in Los Angeles sowie in den Goldwyn-Studios in West Hollywood.
Der Film erhielt nach dem Start im August 1950 schlechte Kritiken, die Zuschauerzahlen waren sehr niedrig. Produzent Goldwyn führte eine Umfrage unter Kinobesuchern in New York durch. Das Ergebnis brachte ihn dazu, weitere Aufnahmen zu machen und in den Film einzuarbeiten. Die zusätzlichen Szenen wurden von Ben Hecht geschrieben und von Charles Vidor inszeniert. Zu den neuen Szenen gehörten der Prolog, der Epilog und Kommentare, die die düstere Atmosphäre des Films aufhellen sollten.

## Stab und Besetzung
Richard Day war der Art Director, Julia Heron die Szenenbildnerin und Mary Wills die Kostümbildnerin. Leslie I. Carey war für den Ton verantwortlich. Emil Newman war der musikalische Direktor, Marlin Skiles leitete das Orchester.
In kleinen nicht im Abspann erwähnten Nebenrollen traten Bess Flowers und Eddie Parker auf.

## Veröffentlichung
Die Premiere des Films fand am 3. August 1950 statt. Die Version mit den zusätzlichen Szenen wurde am 27. September 1950 in New Orleans uraufgeführt. In der Bundesrepublik Deutschland kam er am 20. April 1951 in die Kinos, in Österreich im August 1952.

## Kritiken
Das Lexikon des internationalen Films schrieb: „Problem-Krimi mit moralischem Anspruch und lebensnahem Hintergrund.“
Der Kritiker von der The New York Times bezeichnete den Film als düstere Studie eines gepeinigten Opfers von Frustration, gestreckt mit steigender und fallender dramatischer Wirkung.
Das Magazin Time Out fand das Werk schön gefilmt. Es wäre besser gewesen, auf den Epilog zu verzichten, denn so sei der Film unglaublich geschwollen geworden.
Der TV Guide bezeichnete den Film als dunkel, finster und oft deprimierend, aber nichtsdestotrotz auch ein kraftvolles Porträt eines mental unausgeglichenen Jugendlichen.